# Daniël Jaunes
Daniël Jaunes is een Belgische, van oorsprong Franstalige, stripreeks van de hand van tekenaar Tito (Tiburcio de la Llave) en scenarist Jan Bucquoy.
De strip werd gepubliceerd tussen 1980 en 1989. De eerste twee delen van de reeks zijn in Nederlandse vertaling verschenen.

## Inhoud
Daniël Jaunes is een jonge hoofdinspecteur van de politie in Brussel, begin jaren tachtig. Hij beleeft wonderbaarlijke  kruisingen met heden en verleden. Hij neemt ons mee op een vreemde reis waarin de geschiedenis de tijd tart, waar de doden leven naast de levenden en waar de realiteit verloren gaat. Personages evolueren van het ene tijdperk naar het andere en de tijd springt ongemerkt over van de oorlogsjaren naar het heden.
Terwijl de Tweede Wereldoorlog woedde, werd zijn vader van Joodse afkomst geëxecuteerd door leden van een Belgische fascistische organisatie, de Rexisten.  Vlak voor een overplaatsing naar Dinant wordt aan Jaunes op zijn eigen naam een lidmaatschapskaart (met als datum 1938) van de Rexisten toegestuurd. Jaunes reist af naar Dinant, en raakt betrokken bij vreemde gebeurtenissen. Verleden en heden beginnen in elkaar over te lopen. Hij raakt betrokken bij een onderzoek naar drie meisjes die in de oorlog op raadselachtige wijze zijn verdwenen. Hij krijgt visioenen uit de Tweede Wereldoorlog en hij ontmoet zijn vader als deze tijdens een razzia wordt opgepakt.
| Nummer | Titel               | Nederlandse titel   | Jaar | Nederlandse vertaling | Jaar uitgave Nederlandse vertaling |
| ------ | ------------------- | ------------------- | ---- | --------------------- | ---------------------------------- |
| 1      | Aux Limites Du Réel | De schaduw van toen | 1980 | ja                    | 1982                               |
| 2      | Gérard le Diable    | Gerard de duivel    | 1981 | ja                    | 1983                               |
| 3      | Ordre Nouveau ?     | Een nieuwe orde ?   | 1982 | nee                   |                                    |
| 4      | Le Transfert Slave  |                     | 1984 | nee                   |                                    |
| 5      | Affaires Royales    |                     | 1986 | nee                   |                                    |
| 6      | Hotel des Thermes   |                     | 1988 | nee                   |                                    |
| 7      | Labyrinthe          |                     | 1989 | nee                   |                                    |